# Дубовец (Липецкая область)
Дубове́ц — село, центр Дубовецкого сельского поселения Долгоруковского района Липецкой области.

## География
Дубовец находится в западной части Долгоруковского района, в 12 км к юго-западу от села Долгоруково, располагается на берегах реки Ольшанец. На севере села большая запруда.

## История
Дубовец возник в конце XVII века из переселенцев государственных сел, название получило по дубраве в окрестностях селения. В это же время была построена первая деревянная церковь: село было показано на карте селений, имевших в 1682—1703 годах церкви и часовни. В 1765 году в селе было начато строительство каменной церкви, а в 1806 году храм был освящён. В 1875 году была выстроена новая каменная церковь, сохранившаяся и по сей день.
Дубовец упоминается в «Списках населённых мест Орловской губернии» 1866 года как «село казённое, с церковью, в ней 153 двора и 1588 жителей». В 1880 году в Дубовце 290 дворов и 2086 жителей. В 1932 году — 2600 жителей.
С 1932 года Дубовец — центр сельсовета.
До 1920-х годов Дубовец относился к Ливенскому уезду Орловской губернии. В 1928 году село вошло в состав Долгоруковского района Елецкого округа Центрально-Чернозёмной области. После разделения ЦЧО в 1934 году Долгоруковский район, а вместе с ним и село, вошёл в состав Воронежской, в 1935 — Курской, а в 1939 году — Орловской области. После образования 6 января 1954 года Липецкой области Долгоруковский район включён в её состав.
3 декабря 1941 года Дубовец был оккупирован подразделением 134-й немецкой пехотной дивизии, но уже 10 декабря, в результате Елецкой наступательной операции Красной армии был освобождён.

## Население
| 2010 |
| ---- |
| 541  |

## Достопримечательности
Храм Успения Пресвятой Богородицы 1875 года постройки.
Первая деревянная церковь в Дубовце была выстроена в конце XVII века. В 1765 году в селе был заложен каменный храм, окончательно выстроенный и освящённый в 1806 году. В 1875 году старый храм был заменён новой каменной церковью. Через год после строительства новой церкви при ней была открыта церковно-приходская школа грамоты.
В 1937 году храм был закрыт. В годы Великой Отечественной войны в помещении церкви размещался военный госпиталь. Семьдесят семь солдат, умерших от ран в этом госпитале, захоронены на местном кладбище. После войны к церкви была сделана пристройка, в которой разместилась кузница, а затем мельница. В помещении храма была смонтирована электростанция. В начале 1960-х годов электростанция сгорела и пожар причинил значительный ущерб зданию. 
В 1992 году здание храма было передано местным колхозом в пользование общине верующих. В этом же году община приступила к восстановлению святыни. Летом 1993 года были установлены и освящены кресты на куполе и колокольне храма. С 1994 года церковь Успения в Дубовце постоянно действует.

## Транспорт
Дубовец связан с районным центром асфальтированной автодорогой. Пассажирское сообщение осуществляется автобусом, ежедневно курсирующим по маршруту Долгоруково — Дубовец.